# Kanton Joyeuse
Der Kanton Joyeuse war bis 2015 ein französischer Wahlkreis im Arrondissement Largentière, im Département Ardèche und in der Region Rhône-Alpes; sein Hauptort (frz.: chef-lieu) war Joyeuse. Die landesweiten Änderungen in der Zusammensetzung der Kantone brachten im März 2015 seine Auflösung.
Der Kanton Joyeuse war 252,80 km² groß und hatte 10.201 Einwohner (Stand 2012).

## Gemeinden
| Gemeinde                | Einwohner (Stand: 2022) | Code postal | Code Insee |
| ----------------------- | ----------------------- | ----------- | ---------- |
| Beaulieu                | 538                     | 07460       | 07028      |
| Chandolas               | 545                     | 07230       | 07053      |
| Faugères                | 113                     | 07230       | 07088      |
| Grospierres             | 931                     | 07120       | 07101      |
| Joyeuse                 | 1760                    | 07260       | 07110      |
| Labeaume                | 684                     | 07120       | 07115      |
| Lablachère              | 2214                    | 07230       | 07117      |
| Payzac                  | 539                     | 07230       | 07171      |
| Planzolles              | 162                     | 07230       | 07176      |
| Ribes                   | 328                     | 07260       | 07189      |
| Rosières                | 1307                    | 07260       | 07199      |
| Sablières               | 166                     | 07260       | 07202      |
| Saint-Alban-Auriolles   | 1101                    | 07120       | 07207      |
| Saint-André-Lachamp     | 166                     | 07230       | 07213      |
| Saint-Genest-de-Beauzon | 335                     | 07230       | 07238      |
| Vernon                  | 223                     | 07260       | 07336      |